# Au loin la liberté (autobiographie)
Pour les articles homonymes, voir Au loin la liberté.
Au loin la liberté est une œuvre autobiographique de Tenzin Gyatso, le 14e Dalaï Lama, publié en 1990.

## Résumé
Le Dalaï Lama raconte son enfance, élevé dans un monastère tibétain et la vie qu'il a menée au Tibet. Il décrit aussi les détails et les brutalités de l'invasion chinoise du Tibet en 1950.

## L’accord en 17 points
En juillet 1951, le général chinois Chang Ching-wu vint à Yatung discuter de l’accord en 17 points avec le dalaï-lama qui quitta sa retraite quelques jours avant lui pour rentrer à Lhassa le 17 août, espérant pouvoir renégocier l'accord.
Le dalaï-lama rapporte qu'avec l'accord de Lukhangwa et Lobsang Tashi ainsi que celui du Kashag, il envoya fin 1950 des délégations à l’étranger, aux États-Unis, en Angleterre et au Népal dans l’espoir d’une intervention pour le Tibet, ainsi qu’en Chine pour négocier son retrait. Peu après, quand la présence chinoise se renforça à l’est, il fut décidé que le dalaï-lama et les principaux membres du gouvernement s’installeraient dans le sud du Tibet, à Yatung, de façon que le dalaï-lama puisse s’exiler en Inde facilement. Lukhangwa et Lobsang Tashi restèrent à Lhassa, mais les sceaux de l’État restèrent sous la garde du dalaï-lama . Peu après son arrivée à Yatung, il apprit que de ces délégations, la seule à être arrivée à destination, fut celle envoyée en Chine. Depuis Chamdo, Ngapo Ngawang Jigmé adressa un long rapport au gouvernement tibétain. Il y exposait la nature de la menace chinoise : à moins d'obtenir un accord, Lhassa serait attaquée par l'APL, ce qui entraînerait de nombreux morts, ce que le dalaï-lama voulait éviter à tout prix. Pour Ngapo, il fallait négocier, et il proposait d'aller à Pékin avec quelques adjoints entamer le dialogue avec les Chinois. Lukhangwa et Lobsang Tashi pensaient que de telles négociations auraient dû avoir lieu à Lhassa, mais que la situation désespérée ne laissait pas le choix. Le dalaï-lama, touché par la diligence de Ngapo pour accomplir cette mission difficile, l'envoya à Pékin avec 2 personnalités de Lhassa et 2 de Yatung, espérant qu'il ferait comprendre aux autorités chinoises que les Tibétains ne souhaitaient pas une « libération », mais uniquement la poursuite de bonnes relations avec la Chine,.
Le dalaï-lama précise que les délégués et Ngapo n'avaient pas les pouvoirs plénipotentiaires, et que ce dernier n'était pas habilité à signer au nom.
Il explique que le 27 mai 1951, en écoutant Radio Pékin, il eut, ainsi que le gouvernement tibétain, pour la première fois connaissance de l'« accord », nouvelle qui provoqua choc et incrédulité.
Dans son autobiographie, le dalaï-lama donne des raisons mûrement réfléchies à son retour à Lhassa en 1951.

## La résistance tibétaine
Le dalaï-lama affirme, dans ses mémoires, s'être démarqué des opérations de la CIA et de la guérilla tibétaine : « Quoique j'eusse toujours admiré la détermination de ces guérilleros, leurs activités n'avaient jamais eu mon appui… ».
Le dalaï-lama atteignit la ville de Lhuntsé le 26 mars 1959. Sa première intention était de faire une halte au dzong de Lhuntsé, d’y dénoncer l’accord en 17 points, de réaffirmer son gouvernement comme le seul légitime du Tibet et de tenter d’initier des négociations avec les autorités chinoises. Mais les nouvelles des bombardements du palais du Norbulingka et des mitraillages de la foule sans défense des Tibétains devant le palais l’amenèrent à considérer la négociation comme utopique, et la fuite en Inde comme la seule issue. Au dzong de Lhuntsé, plus de 1 000 personnes participèrent à la cérémonie. 

## Le soulèvement tibétain de 1959
En mars 1959, ce fut la période du soulèvement tibétain de 1959, où le dalaï-lama consulta l'oracle de Nechung qui lui demande de rester et maintenir le dialogue avec les Chinois, suscitant un doute. Le 17 mars, le dalaï-lama se tourna à nouveau vers l'oracle qui, à sa surprise, s'écria « Va-t'en ! Va-t'en ! Ce soir ! », s'avançant ensuite pour écrire de façon claire et détaillée l'itinéraire que le dalaï-lama devait emprunter depuis le Norbulingka jusqu'à la frontière. Quand l'oracle s'évanouit, 2 obus de mortier explosèrent dans le jardin du Norbulingka. Rétrospectivement, le dalaï-lama pense que Dorjé Drakden savait dès le début qu'il devait quitter Lhassa le 17 mars, mais qu'il ne le dit pas immédiatement, pour éviter que la nouvelle ne se répande. Il précise que le mo, une autre méthode de divination, confirmait les conseils de l'oracle.
Le dalaï-lama explique que « pendant des siècles, le dalaï-lama et son gouvernement ont ainsi consulté Nechung à l'occasion des fêtes du nouvel an, et plus généralement lorsqu'une question particulière se posait à eux. Moi-même je recours à lui plusieurs fois par année. Cela ne manquera sans doute pas de surprendre beaucoup de lecteurs occidentaux, et certains Tibétains eux-mêmes […] trouvent cette habitude critiquable. Mais si je persiste à la pratiquer, c'est que nombre des réponses que m'a données l'oracle se sont révélées justes. Ce qui ne veut pas dire que je suive uniquement son conseil. Loin de là. Je demande l'avis de l'oracle comme je consulte mon cabinet ou ma conscience. ».

## Les raisons de son végétarisme
Dans son autobiographie, le dalaï-lama explique qu'il a décidé de devenir végétarien après avoir assisté à la mort d'un poulet égorgé. Il précise aussi que son régime consistait en un régime végétarien strict, excluant la consommation de viande et d'œufs.

## Critique
À propos des autobiographies du dalaï-lama, l'historien tibétain Tsering Shakya déclare qu'elles doivent être considérées non pas comme fournissant une relation exacte de l'histoire tibétaine mais comme étant destinées à obtenir l'adhésion du grand public à la cause tibétaine.